# Святилище Свента-Липка
Святилище Свента-Липка (пол. Sanktuarium w Świętej Lipce) — римско-католическая базилика, расположенная в маленькой деревне Свента-Липка на северо-востоке Польши.

## История
Построенная в конце XVII века базилика является одним из лучших образцов архитектуры барокко в Польше и мире. Знаменита своими подвижными органами. Полулегендарный культ сохранялся местными жителями с 1300-х годов, когда мелкий преступник вырезал статуэтку Марии в соседней тюрьме Кентшин после явления Марии. Затем его неожиданно отпустили, и по дороге в Решель он поставил фигурку на липу в знак благодарности. Говорили, что объект творил чудеса и обладал целебными свойствами. Альбрехт, герцог Пруссии, посетил священное место во время паломничества босыми ногами из Кёнигсберга в 1519 году. Эту традицию также ранее соблюдали тевтонские рыцари.
Средневековая святыня была разрушена во время протестантской Реформации примерно в 1524 году, и там же разместили виселицу, чтобы отпугнуть католиков. Спустя почти столетие её отстроил личный секретарь короля Сигизмунда III, который приобрел землю, где когда-то стояла исчезнувшая статуэтка. Картина Марии с Младенцем Иисусом, исполненная бельгийским мастером-художником Варфоломеем Ручками из Эльблонга, заменила утерянную реликвию. Во время Шведского потопа многие бесценные вещи из казны часовни были спрятаны в Гданьске.
По сей день паломнический путь от города Решель до Свента-Липки согласуется с небольшими барочными святынями, датируемыми 18 веком

## Базилика

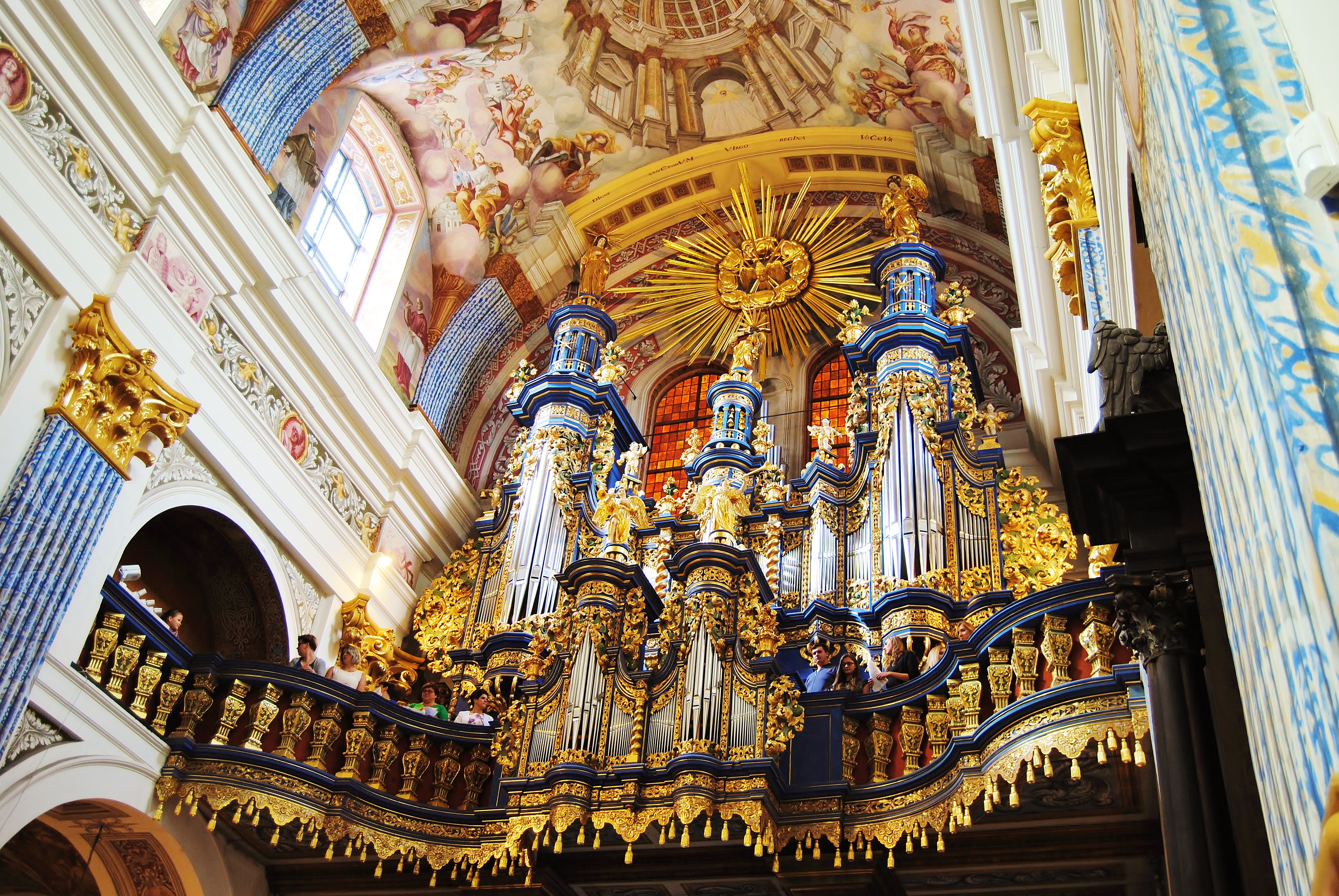
Орган

Церковь и монастырь основало Общество Иисуса, а строительство было инициировано польским кардиналом Михаилом Стефаном Радзиевским в 1688 году. Освящение храма состоялось 15 августа 1693 года. Из-за большого количества прибывших паломников объект был значительно увеличен, а укреплённый монастырь с куполообразными часовнями в виде башен был завершён в 1708 году. Сложный интерьер занял более 50 лет, чтобы быть полностью отделанным и обставленным. Церковь была дополнительно украшена украшениями за счёт пожертвований богатых знатных людей и благочестивых монархов, таких как Владислав IV, королева Мария Казимир или Станислав I Лещинский и его жена Екатерина. Монументальный алтарь был сделан между 1712 и 1714 лучшими скульпторами из Польши. Он сложен из трёх основных частей и украшен позолоченными фигурами святых и мучеников. Ян III Собеский подарил иезуитам картину после своей победы в Венской битве, а впоследствии она была включена в алтарь
.

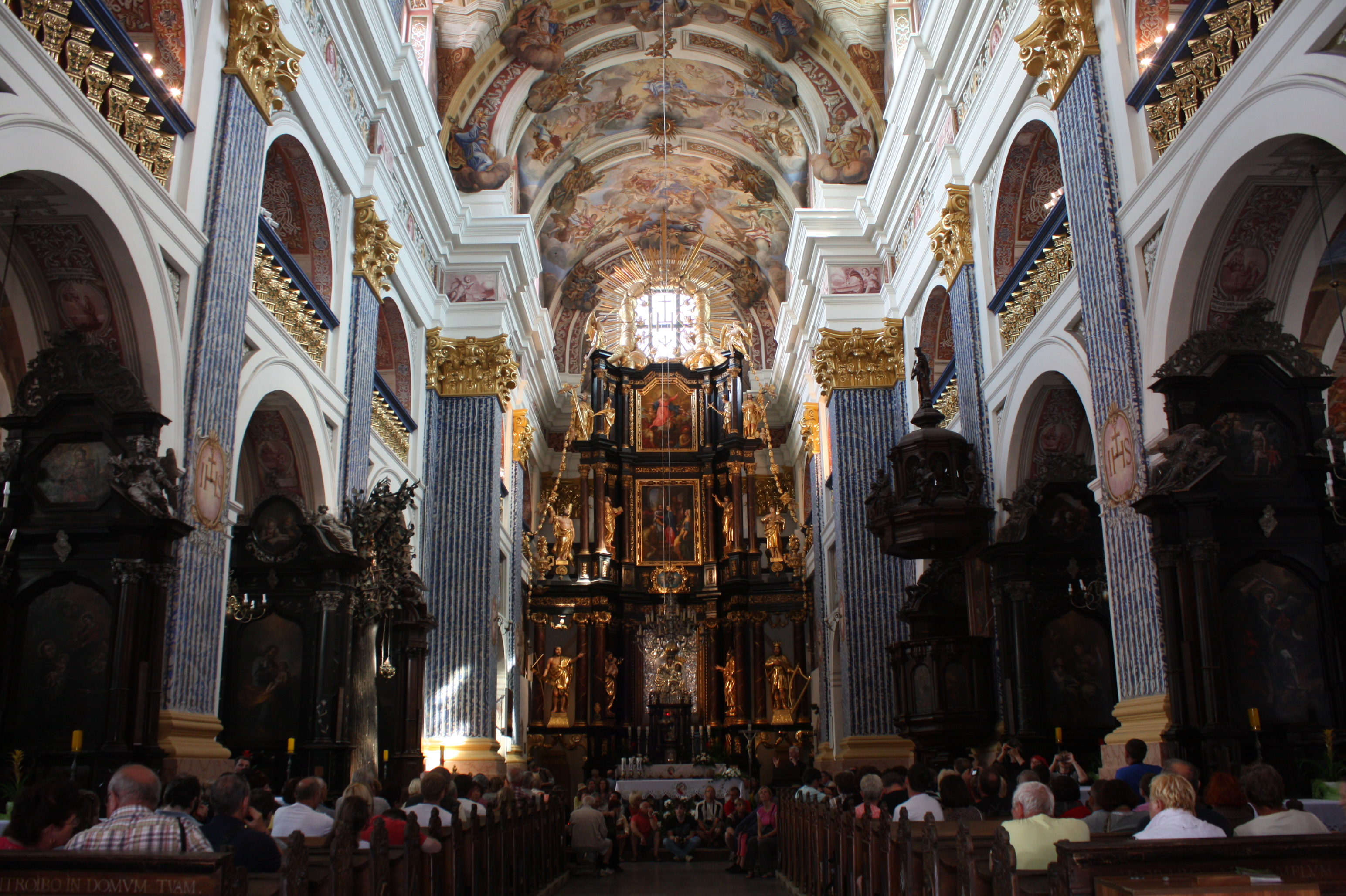
Интерьер с главным алтарём и фресками свода

Изысканные краски и фрески на потолке свода были завершены в 1727 году. На них изображены святой Казимир, Сигизмунд III и Ядвига Силезская.
Самым выдающимся атрибутом и сокровищем святилища является подвижный трубный орган, сооружённый в 1719—1721 годах Иоганном Йосуа Мозенгелем. Декоративные фигуры и скульптуры двигаются во время игры на органе, что делает его одним из самых уникальных инструментов, когда-либо изготовленных.
Иезуиты были изгнаны из монастыря в XVIII веке. Они вернулись в монастырь в 1952 году после Второй мировой войны, когда Вармия-Мазурия вернулась Польше за Потсдамское соглашение, Свента Липка была превращена в важное святилище рядом с монастырем Ясная Гора. Он остается выдающимся образцом искусства и архитектуры барокко.